# Kontinentális talapzat

Kontinentális self

A kontinentális self ciánnal jelölve

A kontinentális talapzat (helyenként kontinentális self) a kontinensek körül lévő, kis vízmélységű, kis lejtésű tenger alatti terület, amelynek a kontinensekhez hasonlóan kontinentális kérge van, ellentétben a mélytengerfenéki óceáni kéreggel. A selfet és a mélytengerfeneket köti össze a kontinentális kérgű kontinentális lejtő.
A self kontinens felé eső határának az apálykori vízhatárt szokták tekinteni, a kontinentális lejtő felőli határának pedig azt a helyet, ahol hirtelen megnövekszik a tengerfenék lejtése. Ez általában 125-180 méteres mélységben van, de az Antarktisz körül a jégnyomás miatt 500-1000 méteres mélységben. Ha a hirtelen megváltozó mélyülés helye nem meghatározható, akkor a 200 méteres mélységet szokták a self határának tekinteni.